# Aubigny, Vendée

Aubigny este o comună în departamentul Vendée, Franța. În 2009 avea o populație de 2,905 de locuitori.